# Fort Wayne Mad Ants 2013-2014
La stagione 2013-14 dei Fort Wayne Mad Ants fu la 7ª nella NBA D-League per la franchigia.
I Fort Wayne Mad Ants vinsero la East Division con un record di 34-16. Nei play-off vinsero i quarti di finale con i Reno Bighorns (2-0), le semifinali con i Sioux Falls Skyforce (2-0), vincendo poi il titolo battendo nella finale i Santa Cruz Warriors (2-0).

## Roster
| N° | Naz.                       | Ruolo | Sportivo            | Anno | Alt. | Peso |
| -- | -------------------------- | ----- | ------------------- | ---- | ---- | ---- |
| 4  | Stati Uniti (bandiera)     | A     | Chris Porter        | 1978 | 201  | 97   |
| 9  | Stati Uniti (bandiera)     | G     | Anthony Harris      | 1985 | 188  | 86   |
| 10 | Australia (bandiera)       | A     | Bennie Lewis        | 1987 | 203  | 93   |
| 11 | Stati Uniti (bandiera)     | G     | Trey McKinney-Jones | 1990 | 196  | 91   |
| 12 | Camerun (bandiera)         | AC    | Alfred Aboya        | 1985 | 206  | 111  |
| 12 | Germania (bandiera)        | AC    | Tim Ohlbrecht       | 1988 | 211  | 116  |
| 13 | Stati Uniti (bandiera)     | G     | Peyton Siva         | 1990 | 185  | 82   |
| 14 | Stati Uniti (bandiera)     | G     | Kyle Randall        | 1991 | 185  | 79   |
| 15 | Stati Uniti (bandiera)     | G     | Matt Bouldin        | 1988 | 196  | 98   |
| 15 | Polonia (bandiera)         | A     | Olek Czyż           | 1990 | 201  | 109  |
| 15 | Stati Uniti (bandiera)     | G     | Orlando Johnson     | 1989 | 196  | 100  |
| 17 | Rep. Dominicana (bandiera) | GA    | Sadiel Rojas        | 1989 | 193  | 86   |
| 18 | Stati Uniti (bandiera)     | A     | Tony Mitchell       | 1989 | 198  | 98   |
| 19 | Stati Uniti (bandiera)     | A     | Ron Howard          | 1982 | 196  | 91   |
| 21 | Stati Uniti (bandiera)     | A     | Terrance Henry      | 1989 | 206  | 95   |
| 21 | Stati Uniti (bandiera)     | A     | Darnell Lazare      | 1985 | 203  | 109  |
| 21 | Stati Uniti (bandiera)     | A     | Terrance Thomas     | 1980 | 198  | 104  |
| 22 | Stati Uniti (bandiera)     | A     | Ramon Harris        | 1988 | 201  | 100  |
| 23 | Stati Uniti (bandiera)     | G     | Jamaal Franklin     | 1991 | 196  | 87   |
| 23 | Stati Uniti (bandiera)     | A     | Titus Robinson      | 1990 | 201  | 93   |
| 24 | Stati Uniti (bandiera)     | A     | Solomon Hill        | 1991 | 201  | 102  |
| 32 | Stati Uniti (bandiera)     | C     | Chris Hunter        | 1984 | 211  | 113  |
| 33 | Stati Uniti (bandiera)     | C     | Brian Butch         | 1984 | 211  | 109  |
| 33 | Stati Uniti (bandiera)     | AC    | Tony Mitchell       | 1992 | 206  | 107  |
| 34 | Stati Uniti (bandiera)     | A     | William Frisby      | 1981 | 203  | 107  |

## Staff tecnico
- Allenatore: Conner Henry
- Vice-allenatore: Steve Gansey
- Preparatore atletico: Zac Thiele